# She Loves Me Not
She Loves Me Not ist ein US-amerikanischer Spielfilm aus dem Jahr 1934 mit Bing Crosby und Miriam Hopkins in den Hauptrollen. Regie führte Elliott Nugent.

## Handlung
Die Tänzerin Curly Flagg wird während eines Auftritts in Boston Zeugin eines Mordes und flieht aus Angst, vom Killer beseitigt zu werden, Hals über Kopf an die Princeton University. Dort versteckt sie der junge Musiker Paul Lawton im Zimmer seines besten Freundes. Damit Curly unter allen den jungen Männern nicht auffällt, schneidet sie sich die Haare und trägt einen Anzug. Gleichzeitig wird Curly praktisch über Nacht zum Star und ihr Agent wird mit Angeboten überhäuft. Während Paul einerseits alles tut, damit Curlys Verkleidung nicht auffliegt und Curly alles versucht, die lukrativen Angebote auch tatsächlich anzunehmen, spürt der Killer Curly auf. Etliche Verwicklungen später lösen sich die Verwechslungen und Irrungen auf und Paul heiratet Curly.

## Hintergrund
She Loves Me Not basiert auf der gleichnamigen musikalischen Komödie von Howard Lindsay, die es in der Saison 1933/34 auf insgesamt 367 Aufführungen brachte. Besonders der Song Love In Bloom daraus wurde sehr populär und die Plattenaufnahme von Bing Crosby verkaufte sich landesweit sehr gut. 
Miriam Hopkins beendete mit dem Auftritt ihren Studiovertrag bei Paramount, während Kitty Carlisle von den Kritikern als echte Entdeckung gefeiert wurde. Der Stoff wurde noch zweimal verfilmt. Einmal 1942 unter dem Titel True to the Army mit Judy Canova und Ann Miller, sowie 1955 als How to Be Very, Very Popular unter der Regie von  Nunnally Johnson mit Betty Grable und Sheree North.

## Songs
Im Verlauf der Handlung werden folgende Songs vorgetragen:
- Love in Bloom (Leo Robin, Ralph Rainger)
- After All You're All I'm After (Edward Heyman, Arthur Schwartz)
- Straight from the Shoulder (Mack Gordon,  Harry Revel)
- I'm Hummin', I'm Whistlin', I'm Singin'  (Mack Gordon, Harry Revel)
- Put a Little Rhythm in Everything You Do (Mack Gordon and Harry Revel)

## Auszeichnungen
Bei der Oscarverleihung 1935 erhielt der Film eine Nominierung in der Kategorie:
- Bester Song – Love in Bloom